# Conway (Michigan)
Conway – jednostka osadnicza w Stanach Zjednoczonych, w stanie Michigan, w hrabstwie Emmet.